# サイモン・ガーデンフォース
サイモン・ミカエル・ガーデンフォース（スウェーデン語: Simon Michael Gärdenfors 1978年3月23日 - ）は、スウェーデン南部スコーネ県ヤルップ（スウェーデン語）出身の連載漫画家、ラッパー、テレビの司会者、ラジオの司会者である。父ペーテル（スウェーデン語）は哲学者である。

## 概要

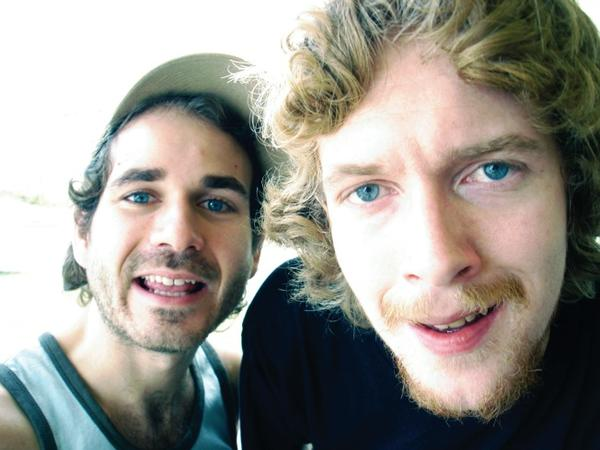
サイモン・ガーデンフォース（左）とカーレ・ソーン。

ガーデンフォースは漫画を丸いアイコンのようなスタイルで描き、その内容はしばしば現実的または自伝的である。グラフィック小説3作と、スウェーデンのコミック集『ガラゴ』（Galago）にいくつかの短い作品を掲載している。
最もよく知られた漫画作品は、スウェーデン外務大臣のアンナ・リンド殺害について無罪判決を受けたパー・オロフ・スベンソンを描いた。ガーデンフォースはルンド滞在中にスヴェンソンに会い、虚言癖の主題として自身のコミックに含めたと語っている。2005年には著書『Lura mig』（仮題：だましてみろ）を出し、著者が〈神話マニア〉と見なしたさまざまな人々から聞き取ったインタビュー記事と、このイベントのメディア報道についてのコメントが含まれている。
幼なじみのカーレ・ソーンと共に、アンダーグラウンド・ヒップホップデュオ「ラスパルマス」を組んでいる。2004年に『Spökskrivare』（『ゴーストライター』）という曲がラジオでヒットすると、デュオがヒットさせたヒップホップの曲を書いたのは実際にはすべて彼であると主張した。彼はまた、Frej Larsson（ドイツ語）をフィーチャーしたヒップホップ・プロジェクト「Far & Son」の一員でもある。
グラフィック小説『Simons 120 dagar』（仮題：サイモンの120日）は翻訳され、2010年に『The 120 Days of Simon』として#出版された。
2008年、ZTVで『The Simon Gärdenfors skräpkultur-show』（サイモン・ガーデンフォース・ジャンクカルチャー・ショー）という6話シリーズの番組ホストを務め、各エピソードでは「ジャンクカルチャー」のさまざまなカテゴリに焦点を当てると、キャンディーラッパー、コミック、ピンボールなどを取り上げた。
父のペーテル・ヤーデンフォルスはルンド大学の哲学者であり、認知科学の教授である。

## 主な作品
丸カッコ内に仮題を示す。
- 2002年 - Turist （スウェーデン語）ストックホルム：Lystring。（観光客）ISBN 9163131528, 9789163131523、OCLC 186435784。
- 2005年 - Lura mig! （スウェーデン語）ストックホルム：Ordfront Galago。（私をだます！）ISBN 9170371148, 9789170371141、OCLC 186608056。
- 2006年 - Direkt från Hjärup Seriefrämjandet（編）（スウェーデン語）、マルモ：Seriefrämjandet〈Lantis〉。ISBN 9185161241, 9789185161249、OCLC 225809363。
- 2008年 - Simons 120 dagar: en tecknad resa genom Sverige : serieroman （スウェーデン語）Ordfront Galago。（サイモンの120日＝小説）。ISBN 9789170373688, 917037368X、OCLC 227511098。2019年再版。
  - 英語版はNowak Naomi（訳）The 120 Days of Simon: a graphic odyssey through Sweden（2010年、ジョージア州Marietta：Top Shelf Productions、ISBN 978-1-60309-050-6）
- 2009年 - Nybuskis （スウェーデン語）ストックホルム：Ordfront Galago。（Neo-Farce）。ISBN 9789198253559, 9198253557、OCLC 943738275。ウェブサイトで泊めてくれる人を募集し、見ず知らずの人と一宿一飯の関係を築いた体験を綴った。
- 2012年 - Död kompis: [en serieroman] （スウェーデン語）、マルモ：Egmont kärnan。（死んだ友達＝ヤングアダルト小説）。ISBN 9789174056921, 9174056921、OCLC 1028510694。
  - 改題再版は2019年、Lystring版。
  - スペイン語版はAmigo muerto （スペイン語） Mónica Corral Frías、Martin Lexell（訳）、マドリード：Liana Editorial。
  - イタリア語版はIl mio amico morto （イタリア語）Samanta K Milton Knowles（訳）、ローマ：Coconino Press、2021年。
- 2014年 - Hobby （スウェーデン語）、ストックホルム：Ordfront Galago。（趣味）

ISBN 978-91-7037-788-4
共著
- (スウェーデン語). 94. Ordfront Förlag. (2009). OCLC 938246881.。ISBN 9789170373930 『ガラゴ』

共著者の漫画家、イラストレーター（姓のアルファベット順、リンク先はウィキデータ）：
- Lena Ackebo 1991年、アダムソン賞受賞（本作のシリーズ投稿作に対して）。
- ジョン・アンデション John Andersson
- Eva Björkstrand
- ジェフリー・ブラウン　アメリカ国籍
- Marcus Ivarsson
- Kalle Johansson
- Åsa Grennvall
- Roberto Grossi
- Sara Hansson　サラ・ハンソン
- ÄCarl Hedsved
- Nanna Johansson　ナンナ・ヨハンソン　漫画家、ラジオホスト
- Mats Jonsson
- Knut Larsson　クヌート・ラーション　スウェーデンの小説家、イラストレーター
- Jan Lif
- Hanneriina Moisseinen　フィンランド国籍のコミックアーティスト、イラストレーター、映画監督。
- Anders Nilsen アメリカ国籍
- Sofia Olsson
- Johan Pirinen
- Lars Sjunnesson
- Benjamin Stengård
- リーヴ・ストロームクヴィスト Liv Strömquist 漫画家、小説家。
- Julia Thorell